# االایهانی، اکسارای
االایهانی، اکسارای (به لاتین: Alayhanı, Aksaray) یک منطقهٔ مسکونی در ترکیه است که در استان آق‌سرای واقع شده‌است.